# Oberea parteflavoantennalis
Oberea parteflavoantennalis är en skalbaggsart som beskrevs av Stefan von Breuning 1962. Oberea parteflavoantennalis ingår i släktet Oberea och familjen långhorningar. Inga underarter finns listade i Catalogue of Life.